# Loretokapelle (Altomünster)

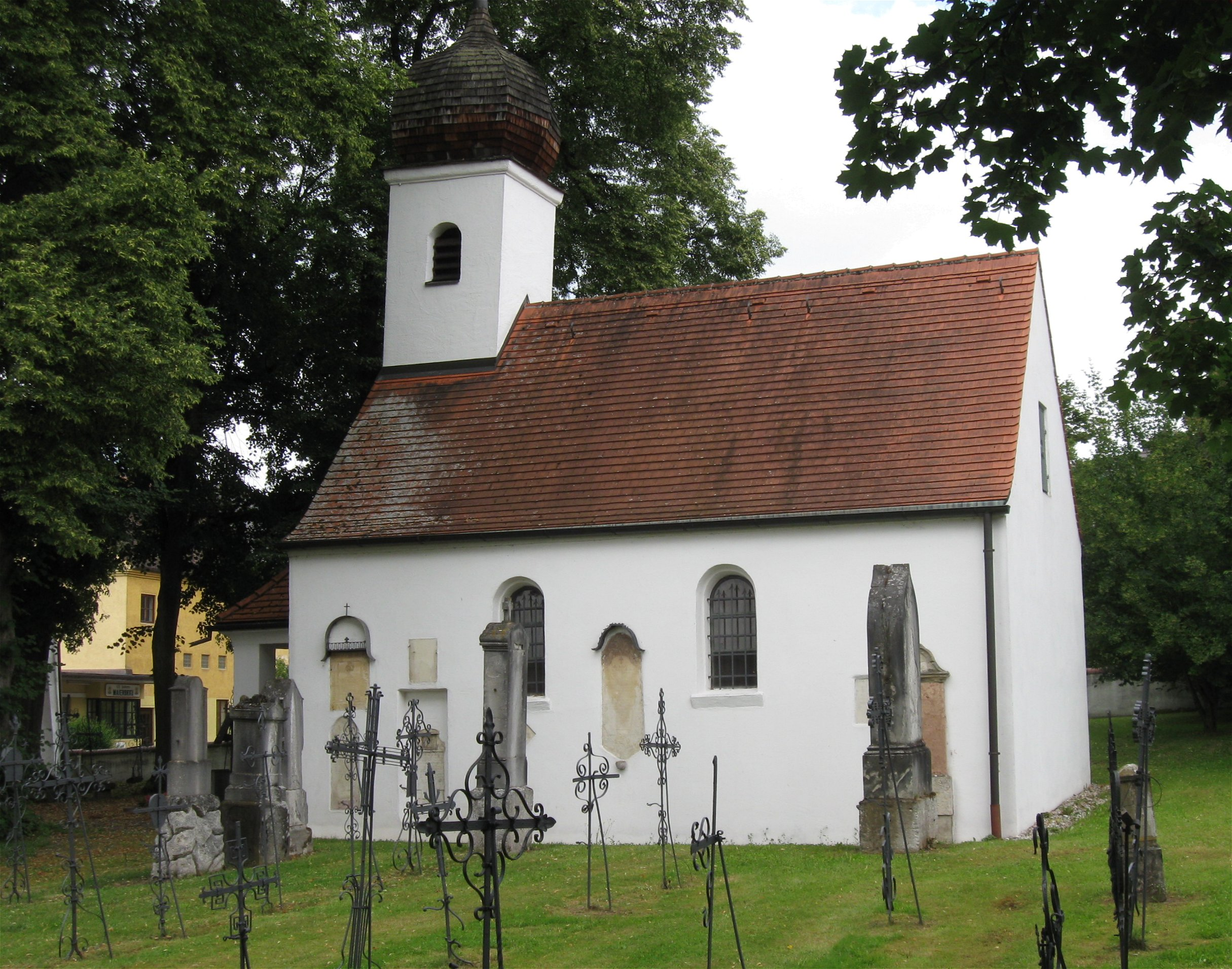
Loretokapelle und Kriegergedächtniskirche Altomünster

Die katholische Loretokapelle in Altomünster im Landkreis Dachau in Bayern ist ein 1737 entstandenes Kapellengebäude, das – zusammen mit dem sie umgebenden alten aufgelassenen Friedhof – in der Denkmalliste Altomünster verzeichnet ist.

## Geschichte
Als der erste Friedhof in Altomünster an der Klosterkirche zu klein geworden war, wurde 1735 ein weiterer Friedhof im Zentrum des Ortes angelegt. Auf diesem Friedhof wurde zwei Jahre später, also 1737, auf Wunsch der Äbtissin Candida II Schmied eine Kapelle erbaut. Sie wurde der Muttergottes geweiht und nach dem „Haus Mariens“ im italienischen Wallfahrtsort Loreto benannt. Die Kapelle war auch geistiges Zentrum der Marienbruderschaft in Altomünster.
Als 1803/04 das Kloster säkularisiert wurde, bettete man die im Klosterbereich begrabenen Mönche und Nonnen auf diesen Friedhof um, der 1872 aufgelassen wurde.
Die Kapelle wurde 1921 zu einer Kriegergedächtniskapelle für die Gefallenen des Ersten Weltkriegs umgestaltet. Bei der Einweihungsfeier der renovierten Kapelle am 28. August 1921 hielt der 1987 seliggesprochene Pater Rupert Mayer aus München die Festpredigt. Zum Schutz des Portals baute man zudem eine Vorhalle.
Später errichtete man an der westlichen Friedhofsmauer ein monumentales Kriegerkreuz mit Glockenstuhl. Dort hängt die älteste Glocke Altomünsters. Sie wurde 1587 zusammen mit vier weiteren Glocken von Herzog Wilhelm V. für die Klosterkirche Altomünster gestiftet und von Dionysius Frey in München gegossen.
Seit 1945 wird in der Loretokapelle auch der Gefallenen und der Vermissten des Zweiten Weltkrieges gedacht.
Die Kapelle ist von 82 schmiedeeisernen Grabkreuzen (17. bis 19. Jahrhundert) und zwölf steinernen Grabdenkmälern des 19. Jahrhunderts umgeben. In ihrer Gesamtheit bilden sie ein denkmalgeschütztes Ensemble schmiedeeiserner Friedhofsgestaltung.
In den Jahren 1977 und nochmals von 1990 bis 2001 wurde die Loretokapelle renoviert.

## Ausstattung
Das Innere der Kapelle besitzt eine Flachdecke mit einigen Stuckelementen. An der vorderen Wand ist über dem Altar ein großes Kruzifix angebracht, flankiert von Marmortafeln mit den Namen der in beiden Weltkriegen Gefallenen und Vermissten aus Altomünster.
Das Kruzifix im barocken Stil soll aus dem Ende des 17. Jahrhunderts stammen. In den Ecken stehen Trauerfiguren aus Stein, die vormals an Gräbern angebracht waren. An der rechten Wand steht eine Madonnenfigur auf einem Sockel.
An den hintersten Bänken ist ein traditionell gefertigter Opferstock angebracht. Es handelt sich um einen mit verzierten Eisenbändern und massiven Vorhängeschlössern gesicherten Holzblock (= Stock), der innen ausgehöhlt ist. Am Eingangsportal ist noch das alte Türschloss erhalten.

## Die alte Glocke auf dem Friedhof
Im frei stehenden Glockenstuhl hängt die älteste Glocke Altomünsters. Sie wurde 1587 zusammen mit vier weiteren Glocken von Herzog Wilhelm V. für die Klosterkirche Altomünster gestiftet und von Dionysius Frey in München gegossen. Die übrigen vier Glocken von 1587 wurden entweder geraubt oder zu neuen Glocken umgegossen. Überlebt hat nur diese Glocke, die bis 1929 im Turm der Klosterkirche hing, dann von Albert Schleich gekauft und für die Kriegergedenkstätte an der Loretokapelle in Altomünster gestiftet wurde. Als im Zweiten Weltkrieg alle übrigen Glocken aus Altomünster abgeliefert werden mussten, hat man diese Frey-Glocke für einige Jahre wieder in den Kirchturm der Klosterkirche gehängt, wo sie zusammen mit einer Eisenbahnschiene für den Uhrenschlag sorgte. Nach dem Krieg kam die Glocke wieder zurück in die Kriegergedenkstätte.

## Bemerkenswerte Epitaphe des Friedhofs

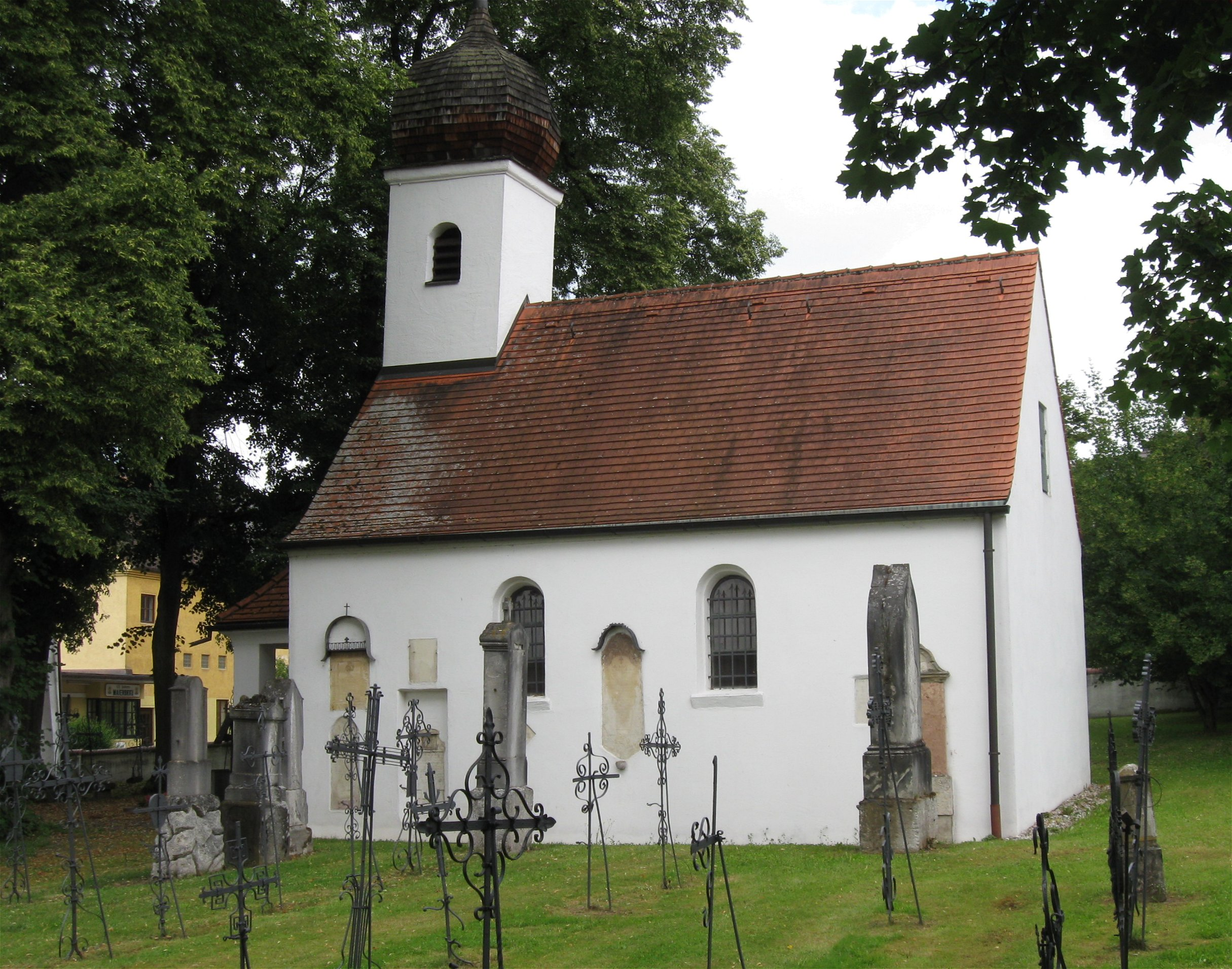
Alte Grabkreuze vor der Loretokapelle

Bemerkenswert sind die an der Außenseite eingelassenen Grabplatten und Steindenkmäler, die entweder an ehemalige Pfarrer in Altomünster oder an bedeutende Bürger erinnern.
Epitaph für Franz Joseph Jörger

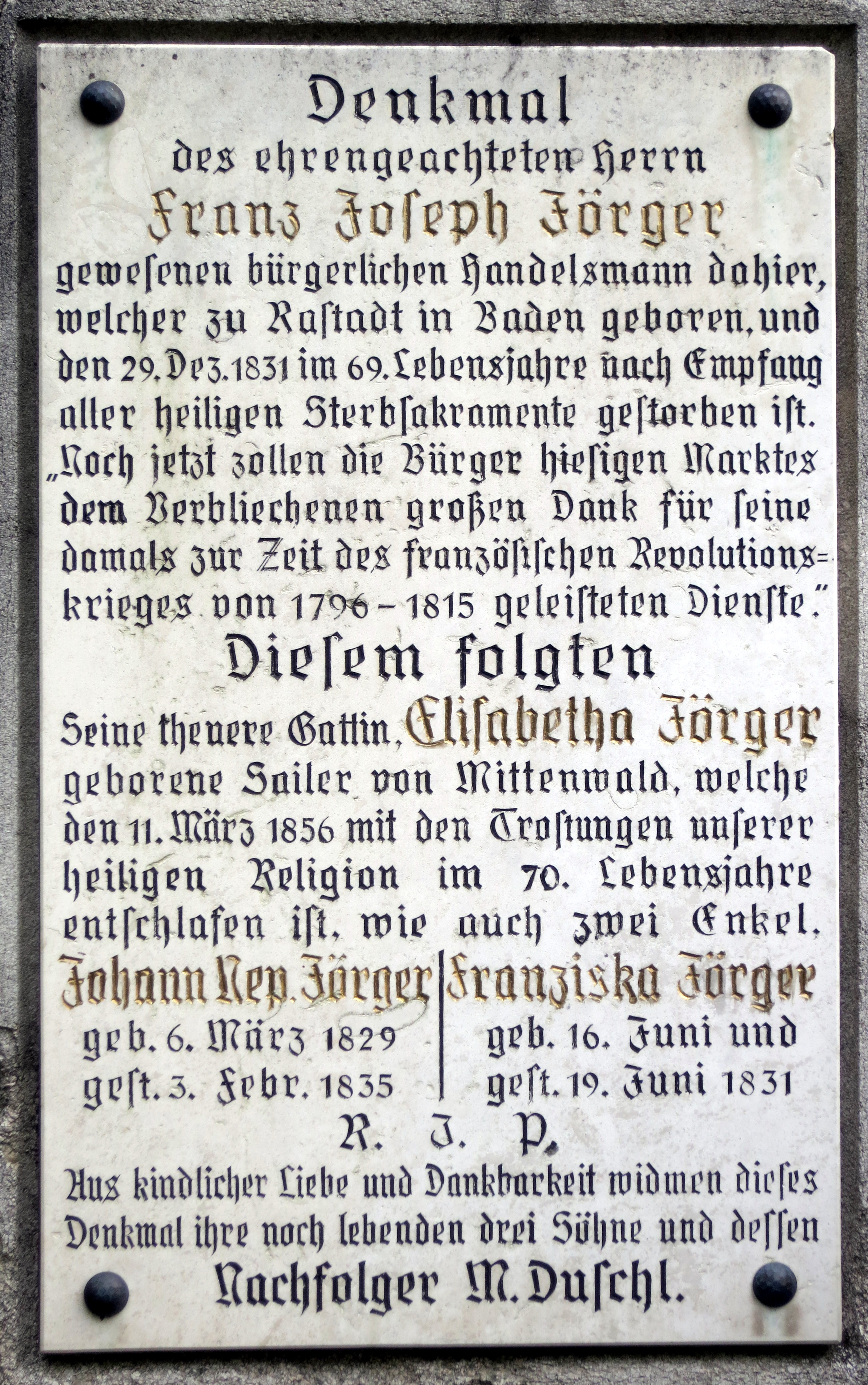
Grabstein für Jörger

Er war aus Baden zugezogen und beherrschte als einziger perfekt die französische Sprache. Als in der Zeit um 1800 die Franzosen mehrfach in Bayern einfielen und große Verwüstungen anrichteten, konnte Franz J. Jörger den Ort und das Kloster Altomünster durch geschickt geführte Verhandlungen mit dem französischen Kommandeur vor der Plünderung bewahren. Der Text auf dem Epitaph lautet:
Denkmal des ehrengeachteten Herrn Franz Joseph Jörger, gewesenen bürgerlichen Handelsmann dahier, welcher zu Rastadt in Baden geboren, und den 29. Dez. 1831 im 69. Lebensjahre nach Empfang aller heiligen Sterbesakramente gestorben ist. Noch jetzt zollen die Bürger hiesigen Marktes dem Verblichenen großen Dank für seine damals zur Zeit des französischen Revolutionskrieges von 1796 bis 1815 geleisteten Dienste. Diesem folgten Seine theuere Gattin Elisabetha Jörger, geborene Sailer von Mittenwald, welche den 11. März 1856 mit den Trostungen unserer heiligen Religion im 70. Lebensjahre entschlafen ist, wie auch zwei Enkel, Johann Bap. Jörger, geb. 6. März 1829, gest. 3. Febr. 1835 und Franziska Jörger, geb. 16. Juni und gest. 19. Juni 1831. R.I.P. Aus kindlicher Liebe und Dankbarkeit widmen dieses Denkmal ihre noch lebenden drei Söhne und dessen Nachfolger M. Duschl.
Text des Epitaphs für Mathias Duschl
Ruhestätte des in Gott selig entschlafenen ehrengeachteten Herrn Mathias Duschl gewesener bürgerlicher Handelsmann von Altomünster. Derselbe war geboren in Pfarrkirchen den 10. Jänner 1801 und starb nach Empfang der heiligen Sterbesakramente in Altomünster am 25. April 1865. Als edler Menschenfreund und rastloser Geschäftsmann als Wohlthäter der Armen und Bedrängten, als Beiständer der Raths- und Hilfsbedürftigen, sowie auch nicht minder als unbescholtener Haus- und Familienvater, war er geachtet von allen die ihn kannten. Ruhe seiner Asche! Seine Ehefrau Franziska Duschl, verw. Jörger, geb. Schmid geb. 2.7.1797 in Alberzell, gest. 7.10.1883
Mathias Duschl war der Schwiegersohn des o.a. Franz Joseph Jörger.